# سد طبب
سد طبب أو سد ضبوعي هو سد خرساني في المملكة العربية السعودية افتتح في عام 1403 هـ ويقع في محافظة أبها التابعة لمنطقة عسير. الغرض الرئيسي من السد هو استعاضة الآبار الجوفية في المنطقة.

## الموقع
يقع سد ضبوعي بمركز طبب شمال غرب مدينة أبها، والذي يبعد عن مدينة أبها ما يقارب 20 كم.

## الخصائص
أنشئ سد طبب سنة 1403 هــ من أجل استعاضة مياه الآبار الجوفية وتوفير مياه الشرب لسكان المنطقة والاستفادة من موارد المياه في المستجمع المائي، حاجزه من النوع الخرساني، يبلغ طول السد 50 مترًا وارتفاعه يبلغ 10 مترًا وبسعة تخزينية تفوق مليوني متر مكعب.

## السياحة
تعتبر البحيرة التي صنعها سد ضبوعي الواقع قرب مركز طبب متنفسا للمواطنين ولأهالي المنطقة للتنزه على ضفافه ومنطقة سياحية تجذب الجميع والذين يزورون بحيرة السد أسبوعيا، حيث يتميز هذا السد بجمال وروعة المنظر وبرودة الجو.

## وصلات خارجية
- جولة بانورامية لسد ضبوعي بمركز طبب شمال غرب مدينة أبها على يوتيوب
- سد ضبوعي مركز طبب - أبها على يوتيوب
- مناظر من سد ضبوعي - أبها على يوتيوب